# Kéléguérima
Kéléguérima, également appelé Kéléguérima-Yarcé, est une localité située dans le département de Tangaye de la province du Yatenga dans la région Nord au Burkina Faso.

## Géographie
Kéléguérima se trouve à environ 14 km au nord-ouest de Tangaye, le chef-lieu du département, à 2 km au nord-est de Pella-Tibitiguia et à 22 km au nord-ouest du centre de Ouahigouya.

## Santé et éducation
Le centre de soins le plus proche de Kéléguérima est le centre de santé et de promotion sociale (CSPS) de Pella-Tibitiguia tandis que le centre hospitalier régional (CHR) se trouve à Ouahigouya.
Kéléguérima possède une école primaire publique de trois classes depuis 2008.